# Cameo Kirby
Cameo Kirby (prt Dama, Valete e Rei) é um filme mudo norte-americano de 1923, do gênero drama, dirigido por John Ford e contou com Jean Arthur, em sua estreia no filme. Foi o primeiro filme de Ford, creditado como John Ford, em vez de Jack Ford. Foi baseado em uma peça de Booth Tarkington e Harry Leon Wilson. Cópias do filme existem na UCLA Film and Television Archive e na Cinemateca Portuguesa, em Lisboa.

## Elenco
- John Gilbert como Cameo Kirby
- Gertrude Olmstead[5] como Adele Randall
- Alan Hale como Coronel Moreau
- Eric Mayne como Coronel Randall
- W. E. Lawrence como Tom Randall (como William E. Lawrence)
- Richard Tucker como Cousin Aaron Randall
- Phillips Smalley como Judge Playdell
- Jack McDonald como Larkin Bunce
- Jean Arthur como Ann Playdell
- Eugenie Forde como Madame Davezac